# 西原インターチェンジ
西原インターチェンジ（にしはらインターチェンジ）は、沖縄県浦添市にある沖縄自動車道のインターチェンジである。
名前の由来は浦添市西原にあり、また隣の中頭郡西原町に一部属するからである。料金所などの関連施設は浦添市のほうにある。
西日本高速道路九州支社沖縄管理事務所と沖縄県警察交通機動隊の本隊が併設されている。
宜野湾市南部にも近く、また那覇市街地へはバイパスを通って向かうことができるため、那覇ICより便利である。
沖縄都市モノレール線（ゆいレール）の延伸計画では当ICまで延長する案もあったが、後に浦添市前田の幸地IC（仮称）近辺（幸地バス停付近）に変更され、2019年10月1日にてだこ浦西駅として開業している。
上り線の出入口のランプウェイは、立体交差になっている。

## 歴史
- 1987年（昭和62年）10月8日：那覇IC - 石川IC間開通に伴い、供用開始[3]。

## 周辺
- 浦添城跡
- 普天間飛行場
- 国立病院機構沖縄病院
- 琉球大学
- バークレーズコート
- 沖縄コンベンションセンター

## 道路
- E58 沖縄自動車道（2番）

## 接続する道路
- 国道330号

## 料金所
- ブース数：8

### 入口
- ブース数：3　
  - ETC専用：1　
  - ETC/一般：1　
  - 一般：1

### 出口
- ブース数：5　
  - ETC専用：1　
  - ETC/一般：1　
  - 一般：3

## 路線バス
沖縄道上を高速バスが通過しているが、インター付近にはバス停はなく、西原町（那覇IC寄り）にある幸地バス停、または宜野湾市（許田IC寄り）にある琉大入口バス停までは停車バス停がない。一般路線バスも直接接続する国道330号沿いには通っておらず、付近の住宅街に56番・浦添線が走るのみである。
- 56番・浦添線
  - 外佐久バス停、西原四丁目バス停

## 隣
E58 沖縄自動車道
(1) 那覇IC - (1-1) 西原JCT - 幸地IC（仮称・事業中） - (2) 西原IC - 中城PA - (3) 北中城IC